# Phylloscopus cantator
El mosquitero cantor (Phylloscopus cantator) es una especie de ave paseriforme de la familia Phylloscopidae propia de las montañas del sureste de Asia. 

## Descripción
El mosquitero cantor pesa entre 6-7 g y mide unos 11 cm. Sus partes superiores son de color verde oliváceo, salvo la parte superior de su cabeza que está listada en negro y amarillo, mientras que la garganta y pecho son amarillos, como la región anal, y su vientre es blanco.

## Distribución
Se encuentra en el Himalaya oriental y las montañas septentrionales del sudeste asiático, distribuido por el noreste de la India, Bangladés, Bután, Birmania, Nepal, Laos, sur de China y Tailandia.